# Cosmos de New York (1971-1985)
Pour les articles homonymes, voir Cosmos de New York.
Maillots
Le Cosmos de New York (en anglais : New York Cosmos) était un club américain de football basé à New York, actif de 1971 à 1985. Il est le club le plus titré de la NASL avec 5 titres de champion.
L'équipe fut l'une des franchises les plus célèbres et rentables de l'histoire de la NASL, tant sur le plan financier que sur le plan sportif. Elle enrôla un nombre important de stars du ballon rond dont le brésilien Pelé et mit en place la première équipe « internationale » de football.
Un club créé en 2010 a repris le nom et les couleurs de ce club.

## Histoire

### Création et nom (1971)

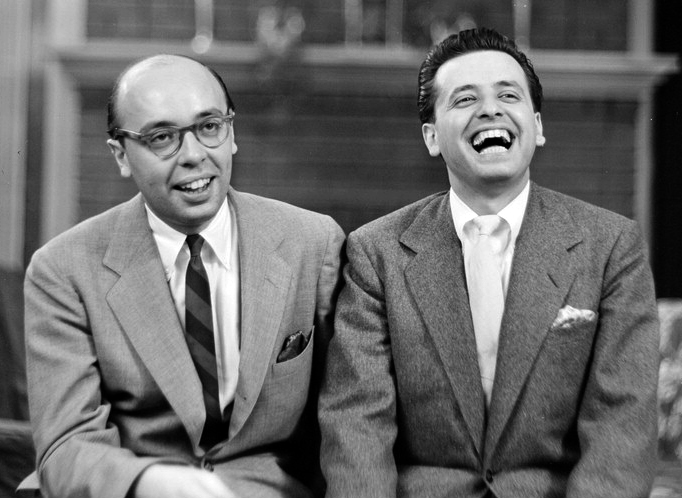
Ahmet et Nesuhi Ertegün, les cofondateurs du club.

Le Cosmos de New York est fondé en 1971 par Nesuhi et Ahmet Ertegün ainsi que le président de la Warner Bros, Steve Ross. Le nom fut donné par le premier manager du club Clive Toye, s'inspirant du nom du New York Mets (pour Metropolitans), Toye prit le nom Cosmopolitans et garda Cosmos. Cependant, les frères Ertegün souhaitent utiliser le nom proposé à l'origine par Nesuhi, le New York Blues. Un concours est alors organisé pour déterminer le nom que portera le club,. Cosmos est alors choisi parmi 3 000 personnes propositions reçues et annoncé officiellement le 4 février 1971,.
Clive Toye est chargé de recruter joueurs et entraineur. Pour les premiers, il pioche dans les ligues locales réputées d'un niveau correct. Jorge Siega est le premier joueur à s'engager chez les Cosmos. Chaque joueur est alors engagé pour 75 $ par match. L'anglais Gordon Bradley est choisi comme premier entraineur du club, embauché pour 8000 $ par an ; il a la double fonction d'entraineur et de joueur.

### Débuts (1971-1974)
Le New York Cosmos fait son entrée dans la North American Soccer League en 1971. Il joue ses matchs à domicile dans le mythique Yankee Stadium. Les New-Yorkais terminent deuxième de leur conférence et sont éliminés en demi-finale de play-off. L'américain Randy Horton est élu meilleur rookie après avoir marqué 16 buts et 37 points. Le 9 juin 1971, le Ghanéen Willie Mfum inscrit le premier hat-trick du club.
En 1972, les joueurs du Cosmos déménagent à l'Hofstra Stadium. Ils remportent leur premier titre de NASL contre les Saint Louis Stars (2-1). Randy Horton est élu MVP et meilleur buteur de la saison avec 9 buts et 22 points en 16 matchs,. Werner Roth, qui sera le défenseur et capitaine emblématique du club, joue son premier match le 3 mai 1972.
Lors de la saison 1973, les demi-finales de play-off sont de nouveau atteintes mais se terminent par une défaite contre le Dallas Tornado (1-0). Pour l'édition 1974, les blanc et vert changent à nouveau de stade pour aller jouer au Downing Stadium. Ce stade ne réussit pas aux joueurs qui terminent derniers de leur conférence Nord. Randy Horton, meilleur buteur du club lors de chacune de ses quatre premières saisons est alors transféré aux Washington Diplomats.

### Signature de Pelé (1975)
C'est pour la saison 1975 que le New York Cosmos réussi à attirer Pelé, qu'il essayait de recruter depuis sa fondation. Steve Ross n'a alors apparemment jamais entendu parler de lui avant de se lancer dans le football, mais accepte de financer le transfert lorsque Toye compare sa popularité au Brésil à celle du pape. Pelé rejoint le Cosmos le 10 juin 1975 avec un salaire de 1,4 million $ par an, un montant énorme pour un athlète à l'époque, qui lui fait gagner plus en trois saisons que durant toute sa carrière au Brésil. Un certain nombre de contrats dont un seul mentionne la pratique de soccer sont mis en place pour lui assurer une imposition la plus basse possible, y compris un comme artiste d'enregistrement avec la filiale Warner Atlantic Records. Son arrivée transforme ce club semi-professionnel en plateforme commerciale. Le match contre le Dallas Tornado est ainsi diffusé dans 22 pays et couvert par plus de 300 journalistes venus du monde entier.
John O'Reilly, le porte-parole du club, déclare à propos de l'arrivée du Brésilien : « Nous avons eu des superstars aux États-Unis, mais rien du niveau de Pelé. Tout le monde voulait le toucher, lui serrer la main, prendre une photo avec lui ».
Cinq jours après son arrivée, Pelé fait ses débuts avec le Cosmos au Stade Downing, situé sous le pont de Triborough. Le stade est en très mauvais état  : des bouteilles cassées jonchent le terrain, il n'y a pas d'eau courante et surtout d'herbe sur le terrain. Pour les grands débuts de la star contre le Dallas Tornado, le jardinier Stan Cunningham peint à la bombe verte le terrain après avoir appris que CBS allait diffuser le match. Pelé croit avoir attrapé une sorte de champignon vert sur la jambe après 45 minutes de match alors que c'était de la peinture indélébile.
Avant 1975 et l'arrivée du roi du ballon rond, pour remplir le stade le club devait distribuer des coupons de réductions de ses sponsors pour attirer les spectateurs ; une fois Pelé arrivé, les grilles doivent être fermées avant même le début du match. Les autres joueurs de l'équipe ont eux aussi du mal à s'adapter au fait qu'ils jouent désormais dans la même équipe que Pelé : « Le plus grand défi pour nous, explique Werner Roth alors capitaine, ne pas s'arrêter et le regarder jouer ».

### Équipe de stars (1975-1980)
Le New York Cosmos termine 3e à la fin de la saison régulière, ce qui n'est pas suffisant pour pouvoir prétendre à une qualification pour les play-off de fin de saison. L'entraineur-joueur Gordon Bradley est alors remplacé par un autre Britannique, Ken Furphy, qui forme, avec Pelé et le nouvel attaquant italien Giorgio Chinaglia, le trio offensif des vert et blanc. Chinaglia, arrivé de la Lazio de Rome, est la première star européenne à venir jouer en NASL. Il partage un lien personnel inhabituel avec le président du club Steve Ross, qui lui vaut un traitement différent des autres joueurs, y compris Pelé,.
En aout 1975, les joueurs du Cosmos partent pour une tournée mondiale de deux mois. Lors d'un match d'exhibition à Honolulu contre le club japonais de Honda, Pelé marque 4 buts pour une victoire finale 5-0.
Ces arrivées de stars européennes ajoutées à celles d'internationaux sud-américains voient le club retourner jouer au Yankee Stadium afin de pouvoir accueillir les foules qui se précipitent pour assister aux matchs. En championnat, le renfort de ces joueurs implique une amélioration attendue des résultats et une deuxième place dans la poule Nord de la conférence Est. Les new-yorkais sont cependant éliminés en demi-finale de conférence contre les tenants du titre, les Tampa Bay Rowdies. Chinaglia termine meilleur buteur avec 19 buts marqués après avoir battu le record du nombre de buts marqués en un seul match de NASL avec cinq réalisations contre le Miami Toros.

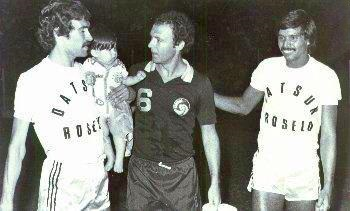
Franz Beckenbauer (au centre) avec des joueurs de Cipolletti pendant un match contre le club argentin.

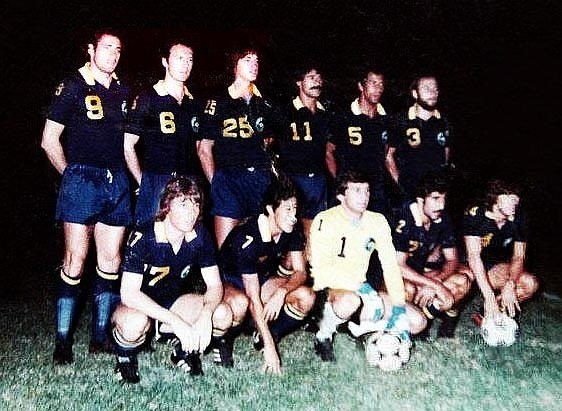
L'équipe en 1980, n°9 Chinaglia, 6 Beckenbauer, 5 Carlos Alberto...

En 1977, le Cosmos déménage au Giants Stadium nouvellement construit dans le New Jersey. Dans le même temps, le nom du club est modifié : le préfixe « New York » est enlevé pour garder simplement « Cosmos » sans nom géographique. Pour cette nouvelle saison le club se renforce avec l'arrivée de joueurs notables comme Carlos Alberto et Franz Beckenbauer. Gordon Bradley revient comme entraineur mais est remplacé par l'international italien Eddie Firmani à la mi-saison. Bien que ne terminant que 2e de sa poule, le Cosmos réalise un parcours sans faute en play-off et décroche son second titre de champion. Lors de la demi-finale contre les Strikers de Fort Lauderdale, 77 691 personnes viennent assister au match, établissant un record pour un club de soccer américain. Beckenbauer est désigné meilleur joueur de la saison. Pelé décide de prendre sa retraite sportive en fin de saison.
Le 28 juin 1977, Ahmet Ertegün est nommé président du club.
L'exercice 1978 voit les vert et blanc conserver leur titre avec un Chinaglia meilleur buteur (34 buts) et l'Anglais Gary Etherington désigné meilleure recrue. L'année suivante, le nom de la ville est restauré dans celui du club. Les joueurs du Cosmos sont éliminés en finale de conférence par les futurs champions, les Vancouver Whitecaps, malgré l'arrivée du Hollandais Johan Neeskens. Eddie Firmani est remplacé par son adjoint Ray Klivecka, premier entraineur américain du club, à la suite d'un accrochage avec l'influent Giorgio Chinaglia.
Le 3 août 1978, Johan Cruyff signe avec le Cosmos pour jouer deux matchs d'exhibition.
À la fin des années 1970, la moyenne de spectateurs venant au Giants Stadium est supérieure à 40 000, ce qui aide à donner une image de club marketing à l'équipe, à la fois commercial et compétitif.
Lors du championnat de 1980, Julio Mazzei devient entraineur et les new-yorkais renouent avec la victoire avec un 4e titre mais voient le départ en fin de saison de Franz Beckenbauer qui retourne en Allemagne, ainsi que de Carlos Alberto qui part pour les California Surf. C'est la fin du « Cosmos super-star ». L'été 1980 voit le club rejoint par l'avant belge du RSC Anderlecht, à savoir François Vander Elst, double vainqueur européen, et fraichement finaliste de l'Euro en Italie avec les Diables Rouges.

### Des victoires avant le retour des stars (1981-1983)
Ayant perdu ses stars, le Cosmos voit chuter le nombre de supporters venant les voir évoluer au Giants Stadium lors de la saison 1981. Le binôme germano-turc Weisweiler-Özdenak reste à la tête de l'équipe. Le club échoue en finale du championnat contre les Chicago Sting. Giorgio Chinaglia, dernier joueur majeur du club avec Johan Neeskens, est nommé meilleur buteur (29 buts) et meilleur joueur de l'exercice.
La saison 1982 voit le retour des Brésiliens Carlos Alberto comme joueur et Júlio Mazzei comme entraineur. Coïncidence ou non, malgré une nouvelle chute dans les affluences au stade, le Cosmos remporte son 5e et dernier titre avec un Chinaglia, une nouvelle fois roi des buteurs du championnat nord-américain.
Carlos Alberto ayant pris sa retraite, c'est Franz Beckenbauer qui revient au club pour jouer sa dernière saison professionnelle en 1983. Néanmoins, les résultats ne sont pas à la hauteur : les vert et blanc sont éliminés en quarts de finale. Le jeune Roberto Cabañas est nommé meilleur buteur de la ligue.
Le 6 juin 1983, la Cosmos bat les Seattle Sounders (4-1) pour remporter sa deuxième Coupe Trans-Atlantique.

### OPA, déclin et conversion (1983-1984)
La politique du Cosmos est basée sur les droits d'images de ses joueurs, qui sont gérés par Warner Communications. Au début des années 1980, Rupert Murdoch tente une OPA hostile sur la Warner qui n'aboutit pas, mais la contraint à vendre ses capitaux dans les entreprises Atari et Global Soccers qui dirige alors le club. Finalement, le club est vendu à un syndicat mené par Giorgio Chinaglia, mais l'équipe doit vendre ses meilleurs éléments. 
Le 28 mai 1984, le Cosmos bat le célèbre FC Barcelone 5-3 et remporte sa troisième et dernière Coupe Trans-Atlantique.
Pour la saison 1984, le club ne se qualifie pas pour les play-off. Le déclin du club entraine alors celui de la NASL, dont les affluences chutent tandis que de moins en moins de médias suivent la compétition. La franchise choisit de se convertir au football en salle et rejoint la Major Indoor Soccer League pour la saison 1984-1985, avec Klivecka comme entraineur. Après 33 matchs, le club se retire en raison de trop faibles affluences.
Bien que l'équipe fanion arrête ses activités, des équipes de jeunes continuent d'évoluer sous le nom de Cosmos, dirigées par l'ancien directeur général du club, G. Peppe Pinton, qui conserve la propriété du nom du club. Le Cosmos joue son dernier match le 17 juin 1985 pour une défaite 3-1 face à la Lazio Rome devant 8 677 personnes au Giants Stadium.

### Reprise du nom et des couleurs (2010)
À la suite d'un changement d'attitude de la MLS envers l'héritage de la NASL, et du fait de la renaissance de plusieurs autres anciens noms de la NASL, Pinton vendit finalement les droits à un consortium britannique en août 2009. Une nouvelle franchise fut annoncée un an plus tard, en août 2010, par Pelé, président honoraire du groupe ; représentant le Grand New York, elle intègre la NASL (D2 Nord-américaine) en 2013.

## Palmarès
- NASL (5) :
  - Champion en 1972, 1977, 1978, 1980 et 1982
  - Vice-champion en 1981
- NASL indoor :
  - Vice-champion en 1983-1984
- Coupe trans-atlantique (en) (3) :
  - Vainqueur en 1980, 1983 et 1984
  - Finaliste en 1981 et 1982

## Notoriété et influence sur la NASL
Avant l'arrivée de Pelé au club, le soccer n'est pas pris au sérieux par la majorité des médias américains, et n'intéresse guère le public. Les matchs sont souvent joués devant des gradins presque vides, et reçoivent une couverture de presse modeste. L'arrivée du joueur brésilien change la donne presque instantanément, donnant du crédit non seulement au Cosmos mais aussi pour la NASL et au soccer en général. Ce changement brutal impose au personnel administratif du club de passer de cinq à plus de cinquante salariés. Le New-York Cosmos devient le club le plus « glamour » au monde.
Cependant, la retraite de la star brésilienne en 1977 marque le début d'un déclin. Avec personne de la même stature pour personnifier le sport, la popularité gagnée disparait tout aussi rapidement qu'elle était apparue.
Le nom de Cosmos reste très connu même après l'arrêt de la compétition en 1984. Plusieurs tentatives sont menées pour le faire renaître durant les années 1990 et 2000, principalement comme franchise de la Major League Soccer (MLS). Mais Peppe Pinton, voulant préserver l'héritage du Cosmos, refuse de vendre le nom et les droits d'image, pensant que la MLS ne les prendrait pas assez en considération. 
En 2006, le documentaire Once in a Lifetime retraçant l'histoire du New York Cosmos sort au cinéma. Réalisé par Matt Dillon, il comporte des interviews des joueurs et dirigeants de l'époque.

## Couleur et tenue
Après avoir choisi le nom du club, Clive Toye décide que les joueurs joueront en jaune et vert, couleur du Brésil, dans l'idée d'attirer Pelé au club. En 1973, le maillot change pour devenir tout vert avec une bordure jaune, avec les couleurs inversées pour le maillot extérieur. Par coïncidence, les couleurs sont les mêmes que celles de la précédente équipe de New York de NASL, les New York New Generals, qui s'était retirée après la saison 1968.
Lors de l'arrivée de Pelé en 1975, la tenue change pour devenir entièrement blanche, imitant les couleurs de son ancien club de Santos. Les éléments verts sont gardés pour les détails. À l'extérieur, le maillot opposé est utilisé (vert, détails blancs).
En 1979, Ralph Lauren dessine un nouveau maillot pour les matchs à l'extérieur : ensemble tout marine avec les détails jaunes. Le maillot blanc utilisé à domicile depuis 1975 le sera jusqu'à la fin.
| 1971-72 | 1973-75 | 1975-85 | 1975-79 ext. | 1979-85 ext. |

## Stades
| Saison | Stade           | Capacité | Affluence |
| ------ | --------------- | -------- | --------- |
| 1971   | Yankee Stadium  | 65 010   | 4 517     |
| 1972   | Hofstra Stadium | 15 000   | 4 282     |
| 1973   | Hofstra Stadium | 15 000   | 5 782     |
| 1974   | Downing Stadium | 22 000   | 3 578     |
| 1975   | Downing Stadium | 22 000   | 10 450    |
| 1976   | Yankee Stadium  | 54 028   | 18 227    |
| 1977   | Giants Stadium  | 80 242   | 34 142    |
| 1978   | Giants Stadium  | 80 242   | 47 856    |
| 1979   | Giants Stadium  | 80 242   | 46 690    |
| 1980   | Giants Stadium  | 80 242   | 42 754    |
| 1981   | Giants Stadium  | 80 242   | 34 835    |
| 1982   | Giants Stadium  | 80 242   | 28 749    |
| 1983   | Giants Stadium  | 80 242   | 27 242    |
| 1984   | Giants Stadium  | 80 242   | 12 817    |

Le premier stade à accueillir le Cosmos est le Yankee Stadium, stade de l'équipe de baseball des Yankees de New York et de l'équipe de football américain des Giants de New York, où ils évoluent tout au long de la saison 1971. L'affluence moyenne sur la saison régulière est de 4 517 spectateurs, soit moins de 7 % de la capacité du stade (65 010 places). 
Le Cosmos est donc déplacé avant la saison 1972 à l'Hofstra Stadium de 15 000 places, sur le campus de l'université homonyme située 40 km à l'est de la région métropolitaine de New York. 
Après deux saisons à solliciter aussi peu les foules hors de la ville, le Cosmos déménage à nouveau pour un stade d'une capacité de 22 500 places, le Downing Stadium. C'est dans cette enceinte que la fréquentation commence à augmenter de manière significative, motivée par l'arrivée de stars au Cosmos. Pour le premier match du brésilien Pelé, le stade est plein.
Cette hausse d'affluence nécessite un nouveau changement d'enceinte. Après la saison 1976, passée au Yankee Stadium avec un nombre de spectateurs quadruplé par rapport à la première saison (18 227 pour 4 517), le club s’installe au Giants Stadium, 80 242 places, qui vient d'être construit. Dans ce stade, les affluences montent en flèche ; la moyenne de 47 856 atteinte en 1978 sera le record du club. Les Cosmos restent ensuite au Giants Stadium jusqu'à la fin de leur participation à la NASL. Les moyennes de spectateurs diminuent chaque saison jusqu'en 1984 avec notamment une baisse de plus de 50 % entre les saisons 1983 et 1984.
Lors de sa saison de football en salle (1984-85), le Cosmos évolue à la Brendan Byrne Arena.

### Statistiques
- Moyenne la plus basse : 3 578 spectateurs en 1974
- Moyenne la plus haute : 47 856 spectateurs en 1978
- Record d'affluence : 77 691 spectateurs au Giants Stadium en 1977 pour la réception des Fort Lauderdale Strikers (record à l'époque pour un match de soccer)

## Supporters
Le Cosmos a cherché à maximiser son nombre de fans en faisant appel au plus large public possible. Le nom et l'insigne du club ont été conçus pour être compris de nombreuses communautés d'immigrants de New York. Les couleurs utilisées dans le logo évitent ainsi délibérément les normes américaines : rouge-blanc-bleu qui rappellent le drapeau américain. Le New York Cosmos réussit avec cette politique à obtenir le soutien notable des Européens locaux, des Moyen-Orientaux et des Sud-Américains. De plus, l'association du club avec les grandes sociétés de la ville, dans des contextes à la fois sociaux et sportifs difficiles[pas clair], l'a rendu très populaire parmi les célébrités à la fois américaine et internationale dont Mick Jagger, Henry Kissinger, Robert Redford et Steven Spielberg,,. 
« Nous avons transcendé tout le monde, chaque culture, toutes les frontières socio-économique, a déclaré Shep Messing ancien gardien de but du club, en 2006. Nous étions internationaux, nous étions européens, nous étions cool, nous étions Américains du Bronx. Nous étions tout pour tout le monde ».

## Personnalités du club

### Entraineurs
| Liste des entraîneurs | Liste des entraîneurs             |
| Saison                | Entraineur                        |
| --------------------- | --------------------------------- |
| 1971                  | Gordon Bradley                    |
| 1972                  | Gordon Bradley                    |
| 1973                  | Gordon Bradley                    |
| 1974                  | Gordon Bradley                    |
| 1975                  | Gordon Bradley                    |
| 1976                  | Ken Furphy                        |
| 1977                  | Bradley puis Firmani              |
| 1978                  | Eddie Firmani                     |
| 1979                  | Firmani puis Klivecka             |
| 1980                  | Mazzei puis Weisweiler et Özdenak |
| 1981                  | Weisweiler et Özdenak             |
| 1982                  | Júlio Mazzei                      |
| 1983                  | Júlio Mazzei                      |
| 1984                  | Eddie Firmani                     |
| 1984-85               | Firmani puis Klivecka             |

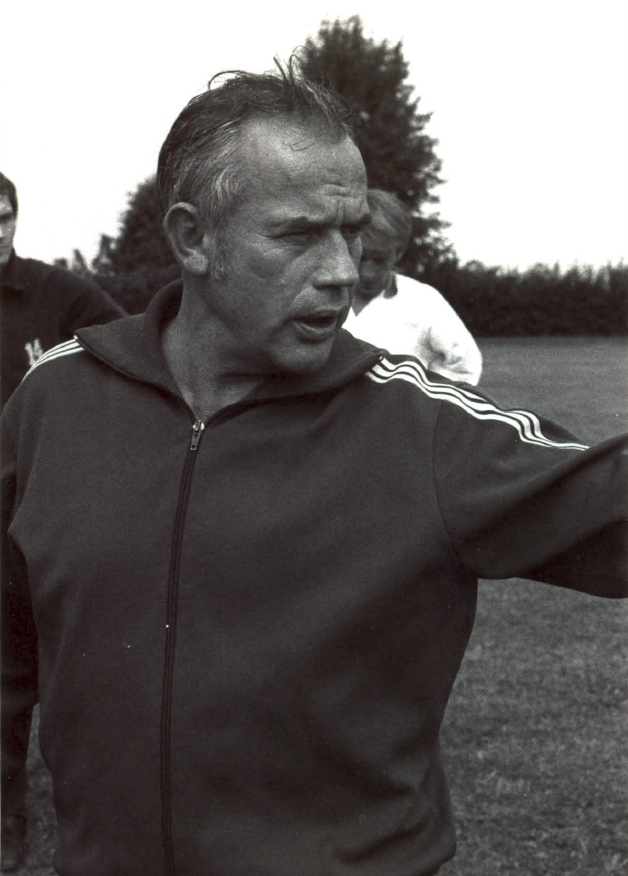
Hennes Weisweiler

Le premier entraîneur en chef du New York Cosmos est l'Anglais Gordon Bradley. Il arrive au club après une carrière en deuxième division anglaise poursuivie en Amérique du Nord à partir de 1963. Bradley sort de sa retraite pour devenir entraîneur-joueur, un rôle qu'il conserve jusqu'en 1975. Sous la conduite de Bradley, le club remporte son premier championnat en 1972, mais après deux saisons sans parvenir à se qualifier pour les play-off, il est licencié. Un Anglais en remplace un autre, Ken Furphy reprenant le poste. Ses Cosmos réussissent à atteindre la finale du championnat mais s'inclinent face à Vancouver. Furphy démissionne et Gordon Bradley retrouve son poste. Il ne reste qu'une demi-saison dans cette fonction avant d'être promu à un poste de conseiller. Eddie Firmani, ancien attaquant italien d'origine sud-africaine, reprend le club au milieu de la saison 1977. Avec son équipe de stars il remporte deux championnats consécutifs. Il est licencié au cours de la saison 1979 après s'être brouillé avec Giorgio Chinaglia. Son assistant, Ray Klivecka, le remplace, devenant le premier entraîneur d'origine américaine du Cosmios. Son équipe perd son titre en finale des play-off.
Klivecka est remplacé avant la saison 1980 par l'entraîneur brésilien Júlio Mazzei avec qui le Cosmos remporte son quatrième titre cette année-là. Il est ensuite remplacé par un duo composé de l'Allemand Hennes Weisweiler et du Turc Yasin Özdenak. L'équipe dirigée par le binôme termine seconde en 1981. Júlio Mazzei fait alors son retour et remporte son deuxième championnat avec les vert en blanc. Le club, pour ce qui sera la dernière année en NASL, fait à nouveau appel à Eddie Firmani mais le Cosmos échoue à se qualifier pour les play-off. 
Firmani reste entraineur lorsque l'équipe intègre l'Major Indoor Soccer League pour la saison 1984-1985, mais il est congédié début décembre et est remplacé, comme en 1979, par Klivecka, après deux matchs sous la direction intérimaire du gardien Hubert Birkenmeier. Klivecka est conservé jusqu'à la cessation totale d'activité de l'équipe.

### Joueurs

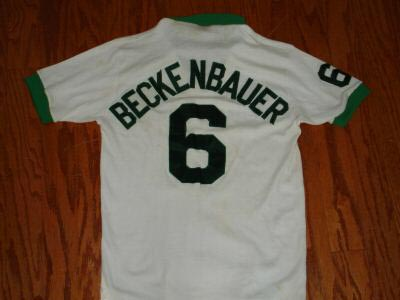
Maillot de Franz Beckenbauer sous les couleurs du Cosmos.

Durant son existence, le club a connu un grand nombre de joueurs, avec des changements importants à chaque inter-saison. Il enrôle ainsi Pelé, joueur le plus mis en avant médiatiquement mais aussi Carlos Alberto, Franz Beckenbauer et Johan Neeskens et met en place la première équipe internationale au monde. En effet, la NASL n'impose pas de contrainte sur le nombre de joueurs étrangers d'un club, alors que les grands clubs européens sont à l'époque  soumis à des limites décrétées par leurs ligues nationales, situation qui n'évoluera significativement qu'avec l'arrêt Bosman
L'italien Giorgio Chinaglia est l'un des seuls joueurs européens venu au Cosmos alors qu'il est au sommet de sa carrière sur le vieux continent. Il remporte cinq titres de meilleur buteur et est sacré meilleur joueur du championnat en 1981. Il marque 242 buts au total (saison régulière et play off) en 254 matchs et est le meilleur buteur de l'histoire de la NASL.
Quelques joueurs célèbres et importants pour le Cosmos, classés par ordre d'arrivée au club :
- Randy Horton (1971-74)
- Georges Chardin Délices (1971)
- Pelé (1975-77)
- Giorgio Chinaglia (1976-83)
- Carlos Alberto (1977-80 et 82)
- Franz Beckenbauer (1977-80 et 83)
- Vladislav Bogićević (1978-84)
- Johan Cruyff (1978)
- Andranik Eskandarian (1979-84)
- Johan Neeskens (1979-84)
- Wim Rijsbergen (1979-83)
- Roberto Cabañas (1980-84)
- Romerito (1980-83)

(voir aussi Catégorie:Joueur du Cosmos de New York)

## Saison par saison

### North American Soccer League(1971-1984)
| Année | Saison régulière | Saison régulière | Saison régulière | Saison régulière | Saison régulière | Saison régulière | Saison régulière | Saison régulière | Saison régulière | Saison régulière | Saison régulière | Saison régulière | Play-off             | Stades          | Entraineur                              |
| Année | Conférence       | Division         | Place            | Pts              | M                | V                | N                | D                | Bp               | Bc               | Diff.            | Affluence        | Play-off             | Stades          | Entraineur                              |
| ----- | ---------------- | ---------------- | ---------------- | ---------------- | ---------------- | ---------------- | ---------------- | ---------------- | ---------------- | ---------------- | ---------------- | ---------------- | -------------------- | --------------- | --------------------------------------- |
| 1971  | -                | Nord             | 2e/4             | 117              | 24               | 9                | 5                | 10               | 51               | 55               | -4               | 4 517            | Non qualifié         | Yankee Stadium  | Gordon Bradley                          |
| 1972  | -                | Nord             | 1er/4            | 77               | 14               | 7                | 4                | 3                | 28               | 16               | +12              | 4 282            | Champion             | Hofstra Stadium | Gordon Bradley                          |
| 1973  | -                | Est              | 2e/3             | 91               | 19               | 7                | 7                | 5                | 31               | 23               | +8               | 5 782            | Demi-finale          | Hofstra Stadium | Gordon Bradley                          |
| 1974  | -                | Nord             | 4e/4             | 58               | 20               | 4                | 2                | 14               | 28               | 40               | -12              | 3 578            | Non qualifié         | Downing Stadium | Gordon Bradley                          |
| 1975  | Est              | Nord             | 3e/5             | 91               | 22               | 10               | -                | 12               | 39               | 38               | +1               | 10 450           | Non qualifié         | Downing Stadium | Gordon Bradley                          |
| 1976  | Atlantique       | Est              | 2e/5             | 148              | 24               | 16               | -                | 8                | 65               | 34               | +31              | 18 227           | Finale de conférence | Yankee Stadium  | Ken Furphy                              |
| 1977  | Atlantique       | Est              | 2e/4             | 140              | 26               | 15               | -                | 11               | 60               | 39               | +21              | 34 142           | Champion             | Giants Stadium  | Bradley puis Firmani                    |
| 1978  | Nationale        | Est              | 1er/4            | 212              | 30               | 24               | -                | 6                | 88               | 39               | +49              | 47,856           | Champion             | Giants Stadium  | Eddie Firmani                           |
| 1979  | Nationale        | Est              | 1er/4            | 216              | 30               | 24               | -                | 6                | 84               | 52               | +32              | 46 690           | Finale de conférence | Giants Stadium  | Firmani puis Klivecka                   |
| 1980  | Nationale        | Est              | 1er/4            | 213              | 32               | 24               | -                | 8                | 87               | 41               | +46              | 42 754           | Champion             | Giants Stadium  | Júlio Mazzei puis Weisweiler et Özdenak |
| 1981  | -                | Est              | 1er/4            | 200              | 32               | 23               | -                | 9                | 80               | 49               | +31              | 34 835           | Finale               | Giants Stadium  | Weisweiler et Özdenak                   |
| 1982  | -                | Est              | 1er/4            | 203              | 32               | 23               | -                | 9                | 73               | 52               | +21              | 28 749           | Champion             | Giants Stadium  | Júlio Mazzei                            |
| 1983  | -                | Est              | 1er/4            | 194              | 30               | 22               | -                | 8                | 87               | 49               | +38              | 27 242           | Quarts de finale     | Giants Stadium  | Júlio Mazzei                            |
| 1984  | -                | Est              | 3e/4             | 115              | 24               | 13               | -                | 11               | 43               | 42               | +1               | 12 817           | Non qualifié         | Giants Stadium  | Eddie Firmani                           |

### Indoor (1981-1985)
En 1979, la NASL met en place un championnat parallèle en football en salle. Le Cosmos y prend part à partir de la saison 1981-82. En 1984, après son arrêt en NASL, le Cosmos rejoint la Major Indoor Soccer League mais se retire après 33 matchs.
| Saison  | Championnat | Saison régulière | Saison régulière | Saison régulière | Saison régulière | Saison régulière | Saison régulière | Saison régulière | Saison régulière | Saison régulière | Saison régulière | Play-off       | Entraîneur    |
| Saison  | Championnat | Conférence       | Division         | Place            | M                | V                | D                | %                | Bp               | Bc               | Affluence        | Play-off       | Entraîneur    |
| ------- | ----------- | ---------------- | ---------------- | ---------------- | ---------------- | ---------------- | ---------------- | ---------------- | ---------------- | ---------------- | ---------------- | -------------- | ------------- |
| 1981-82 | NASL Indoor | Américaine       | Est              | 4e/4             | 18               | 6                | 12               | 0,33             | 102              | 123              | 8 690            | Non qualifié   | Júlio Mazzei  |
| 1982-83 | NASL Indoor | Saison annulée   | Saison annulée   | Saison annulée   | Saison annulée   | Saison annulée   | Saison annulée   | Saison annulée   | Saison annulée   | Saison annulée   | Saison annulée   | Saison annulée | Júlio Mazzei  |
| 1983-84 | NASL Indoor | poule unique     | poule unique     | 3e/7             | 32               | 20               | 12               | 0.625            | 183              | 148              |                  | Finale         | Eddie Firmani |
| 1984-85 | MISL        | Est              | Est              | -                | 33               | 11               | 22               | 0,33             | 137              | 185              |                  |                | Klivecka      |